# Anja Mayer
Anja Mayer (* 16. Dezember 1979 in Feuchtwangen) ist eine deutsche Politikerin. Von Juni 2014 bis Juni 2018 war sie Mitglied im Parteivorstand von Die Linke, von März 2018 bis 2022 war sie neben Katharina Slanina Landesvorsitzende der Linken in Brandenburg.

## Leben
Anja Mayer wuchs in einer Arbeiterfamilie in Rothenburg ob der Tauber auf. Nach einer Ausbildung zur Arzthelferin war sie im Forschungsbereich einer Herzkreislaufklinik tätig und zog dafür nach München. Auf dem zweiten Bildungsweg machte sie das Abitur und wollte eigentlich Medizin studieren. Im Konflikt um die Hartz-IV-Gesetze politisierte sie sich jedoch, trat 2005 der WASG bei, begann dort Wahlkämpfe zu organisieren und nahm ein Studium der Soziologie, Sozialpsychologie und Philosophie auf. 2011 wurde sie Mitarbeiterin beim Parteivorstand der aus der Fusion von WASG und PDS hervorgegangenen Linken, später bei einer Bundestagsabgeordneten. Nach Heirat und Geburt eines Kindes beendete sie das Studium kurz vor der Diplomarbeit ohne Abschluss.
2014 wurde sie in den Parteivorstand der Linken gewählt. Ende 2015 wechselte sie nach Potsdam und war in der dortigen Landesgeschäftsstelle ihrer Partei für Organisatorisches und Öffentlichkeitsarbeit zuständig. Als im Frühjahr 2016 die bisherige brandenburgische Landesgeschäftsführerin Andrea Johlige nicht wiedergewählt wurde, übernahm Anja Mayer zunächst kommissarisch diese Funktion und wurde 2017 auch in das Amt gewählt. Seit 2016 gehört sie auch dem geschäftsführenden Bundesvorstand an. Am 17. März 2018 wurde sie zusammen mit Diana Golze zur brandenburgischen Landesvorsitzenden der Linken gewählt und trat daher beim Bundesparteitag im Juni 2018 nicht mehr zur Wahl für den Parteivorstand an.
Anja Mayer ist u. a. Mitglied von ver.di, dem Kurt-Eisner-Verein (Rosa-Luxemburg-Stiftung Bayern) und im Bund für Umwelt und Naturschutz Deutschland.